# A. F. M. Ahsanuddin Chowdhury
Pour les articles homonymes, voir Chowdhury.
Abul Fazal Mohammad Ahsanuddin Chowdhury généralement appelé A.F.M. Ahsanuddin Chowdhury (1er juillet 1915 - 30 août 2001) est un fonctionnaire et juge bengali qui a été président du Bangladesh (1982-1983).

## Biographie
Chowdhury est né en 1915. Il a obtenu son diplôme de LL.B. à l'université de Dacca. Il a rejoint la fonction publique du Bengale (judiciaire) en 1942, et a ensuite été juge de district à Sylhet, Rangpur et Dacca. Il a été nommé juge de la Haute Cour de Dacca le 17 décembre 1968 par le président du Pakistan de l'époque, le maréchal Ayub Khan, puis juge de la Division d'appel de la Cour suprême le 30 janvier 1974. Il a pris sa retraite le 1er juillet 1977.

## Carrière
À la suite d'un coup d'État militaire en mars 1982, le chef d'état-major de l'armée, Hossain Mohammad Ershad, a pris le pouvoir en tant qu'administrateur en chef de la loi martiale. Habituellement, les militaires, après un coup d'État installent un civil comme président. ainsi, après le coup d'État du 3 novembre 1975, le brigadier général Khaled Mosharraf a désigné le juge Abu Sadat Mohammad Sayem comme président civil. De même, en mars 1982, le lieutenant général Hossain Mohammad Ershad  a pris le pouvoir et le juge Abul Fazal Mohammad Ahsanuddin Chowdhury a été nommé président du Bangladesh le 27 mars 1982, poste qu'il a occupé jusqu'au 10 décembre 1983. Ershad a alors destitué Ahsanuddin et assumé la présidence. En novembre 1983 un nouveau parti, appelé Jono Dal et plus tard renommé parti Jayiyo, a été créé avec Ahsanuddin,.

## Institution sociale et de prévoyances
Il a été président des Scouts du Bangladesh, président du conseil de gestion et du conseil d'administration de l'hôpital pour enfants de Dacca, président de la Fondation nationale pour la santé mentale, président du comité de gestion du collège de droit de Dacca, président de l'association Anjuman Mufidul Islam (en) et président du comité mazar de la Haute Cour de Dacca. Il est décédé le 30 août 2001.